# Donauschiffer
Donauschiffer ist ein deutscher Spielfilm von Robert A. Stemmle aus dem Jahr 1940.

## Handlung
Das Donaudampfschiff Fortuna macht sich mit seiner Besatzung auf den Weg an die untere Donau, um Schleppkähne bergwärts zu befördern. Der lebensfrohe, allerdings auf der Flucht befindliche ungarische Adelige Nikolaus von Körmendy täuscht in Budapest seinen Tod bei einem Motorbootrennen vor und kommt als blinder Passagier an Bord. Kapitän Peter Korngiebel hält den eher ungeliebten Gast mit verschiedenen Gelegenheitsarbeiten auf Trab, die der ungeübte Körmendy allerdings mehr schlecht als recht erledigt.
Als die hübsche Sängerin Anny Hofer eher zufällig an Bord kommt, verlieben sich beide Männer in sie und rivalisieren fortan um ihre Zuneigung. Der Wettstreit gipfelt darin, dass Schiffskommandant Korngiebel die "Fortuna" aus Unachtsamkeit auf eine Untiefe laufen lässt und fortan um sein Kapitänspatent bangen muss. Doch großmütig erwirbt der im Wettstreit um Anny geschlagene Körmendy den havarierten Schaufelraddampfer und verpachtet ihn kurzerhand an Peter und Anny – mit der Auflage, dass das Schiff fortan seinen Namen trägt.

## Hintergrund

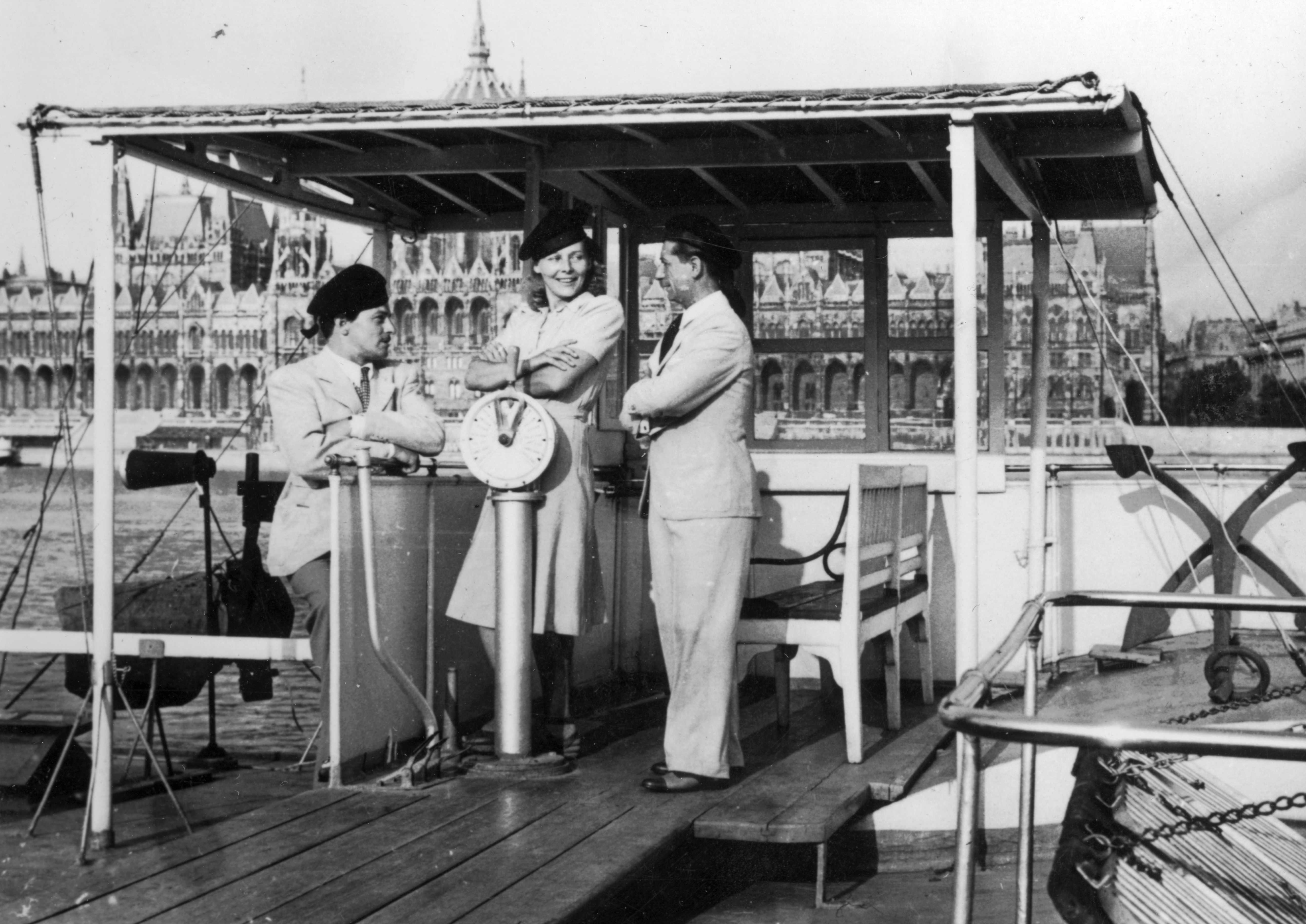
Paul Javor, Hilde Krahl und Tibor von Halmay auf der Brücke der Fortuna aka Kolowrat (1940)

Da der Film in der NS-Zeit entstand, kommen darin einige Stereotype des nationalsozialistischen Gedankengutes vor. Zum Beispiel werden die ungarischen, russischen und serbischen Matrosen als Schmuggler dargestellt, unterstützt vom (vormals) österreichischen Maschinisten Klobas (Oskar Sima). Im Gegenzug wird allerdings der reichsdeutsche Matrose Lüdebrecht (Erland Erlandsen) augenzwinkernd als übertrieben rechthaberisch dargestellt.
Gedreht wurde ab Ende Juli 1939 fünf Wochen lang an Bord des damals ältesten DDSG-Schleppdampfers Kolowrat (Baujahr 1848) unter anderem im Raum Wien und Fischamend, im Donaudelta und am Eisernen Tor. Einer der Drehorte war auch die bulgarische Hafenstadt Silistra. Am Eisernen Tor liefert sich die Fortuna ein Wettrennen mit dem Personendampfer Hebe der DDSG, welcher auch als Begleitschiff und Quartier des Filmteams diente. Infolge des Ausbruchs des Zweiten Weltkrieges musste das Filmteam die Außenaufnahmen an der unteren Donau abbrechen und Anfang September wieder nach Wien zurückkehren.

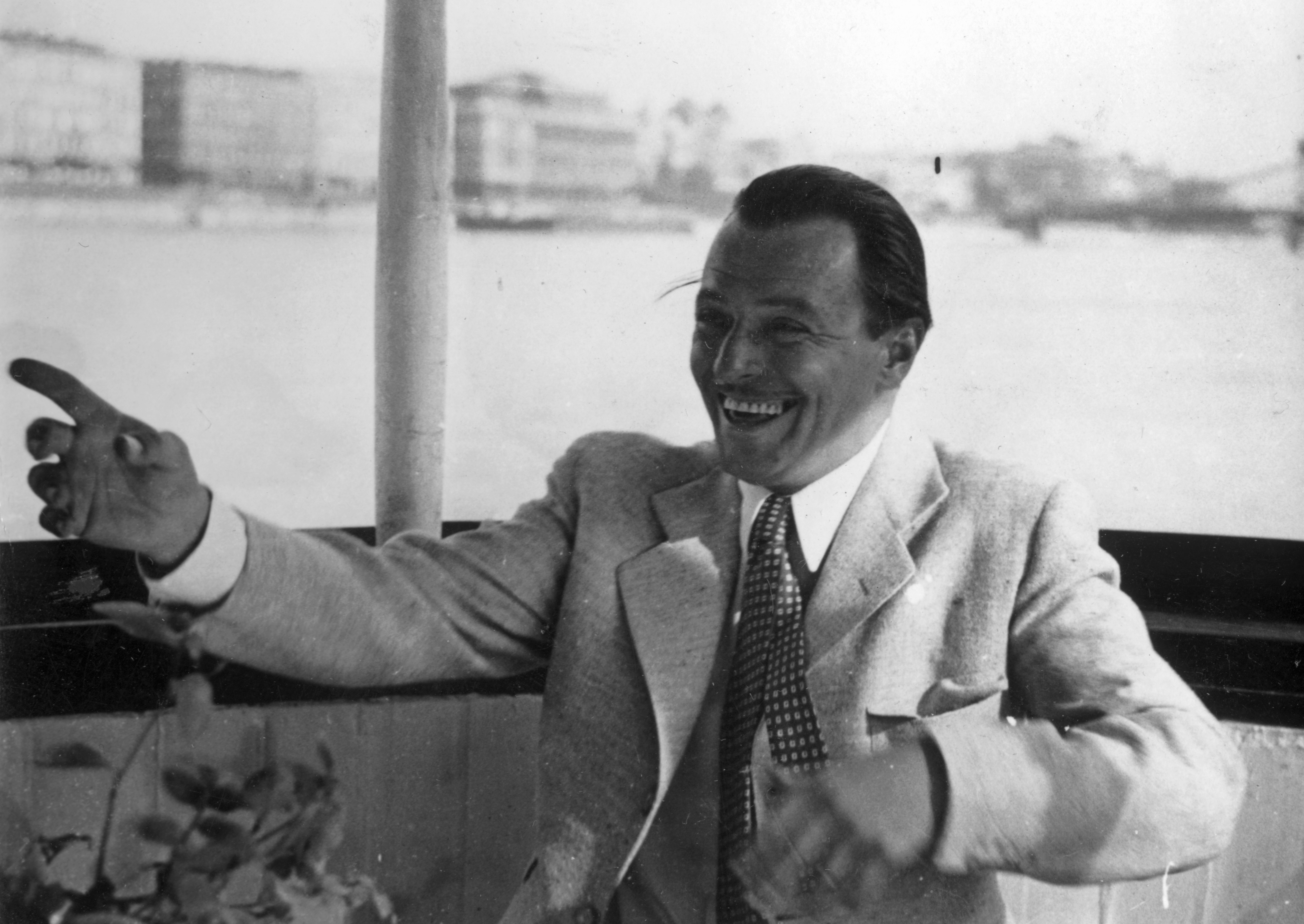
Paul Javor an Bord der Hebe (1940)

Gezeigt werden im Film auch Aufnahmen aus dem Kessel- und dem Maschinenraum der Kolowrat mit der 500 PS starken oszillierenden Verbund-Dampfmaschine von Escher-Wyss; diese entstanden während einer Liegezeit am Wiener Handelskai und im Hafen Freudenau. Der Lärm der Dampfmaschine soll die Tonaufnahmen im engen Maschinenraum sehr erschwert haben.
Die Innenaufnahmen entstanden in den Studios der Wien-Film, Hans Ledersteger entwarf dazu die Bauten.
Der Film kam am 30. April 1940 in die Kinos der Ostmark und am 16. Juni in die des Deutschen Reichs.